# Опсада Чернигова (1239)
Опсада Чернигова 1239. била је део монголског освајања Русије.

## Увод
Први поход Монгола на Русију, у зиму 1237-38., покорио је Рајазањску и Владимирско-суздаљску кнежевину, али није успео да досегне Новгород. Након брзог освајања северне Русије, Бату-кан се повукао на југ, како би учврстио своју власт над Куманима у степама између Црног и Каспијског мора. Већи део номада признао је монголску власт, док се део Кумана под каном Котеном иселио у Угарску. За то време, преживели руски кнезови су се гложили: власт у Владимиру преузео је велики кнез Јарослав Кијевски (млађи брат погинулог Јурија II и отац Александра Невског, кнеза Новгорода), кога је из Кијева избацио кнез Михаило Галички.

## Опсада
Други поход Монгола, на јужну Русију, отпочео је у јесен 1239. Прва на удару била је Черниговска кнежевина. Монголске војсковође Берке (Бату-канов брат) и Монгке брзо су заузеле Курск, Перејаслав, Путивљ и више мањих градова. Под зидинама Черњигова, Монголи су потукли војску кнеза Мстислава Черниговског и 18. октобра заузели град.

## Последице
После пораза Мстислав Черниговски се покорио Монголима, док је Монгке послао захтеве за предају кнезу Михаилу Кијевском. Након што су Кијевљани одбили преговоре, Монголи су се повукли у половецке степе.